# Euhyponomeuta
Euhyponomeuta là một chi bướm đêm thuộc họ Yponomeutidae.

## Các loài
- Euhyponomeuta rufimitrellus - Zeller, 1844
- Euhyponomeuta stannella - Thunberg, 1794